# Фернандеш, Рикарду (футболист, 2002)
Рикарду Ваз Афонсу Фернандеш (порт. 
Ricardo Vaz Afonso Fernandes; 28 августа 2002, Сейшал, Португалия) — сантоминский футболист, защитник молодёжной команды клуба «Эшторил-Прая» и сборной Сан-Томе и Принсипи.

## Карьера
С 2020 года выступал за клуб «Каза Пия». Дебютировал во Второй лиге Португалии 22 мая 2021 года в матче с «Кова-Пиедади». Сыграл за клуб в Кубке португальской лиги 24 июля 2021 года в матче с «Академику де Визеу». В 2022 году отправился в аренду в клуб «Реал СК». В августе 2022 года стал игроком ФК «Эшторил-Прая», играя за молодёжную команду.

## Карьера в сборной
Дебютировал за сборную Сан-Томе и Принсипи 10 сентября 2023 года в матче квалификации Кубка африканских наций против сборной Нигерии.